# Hubert Fol
Hubert Fol (* 11. November 1925 in Paris; † 19. Januar 1995 ebenda) war ein französischer Jazz-Altsaxophonist des Oldtime Jazz, später des Bebop. Er spielte mit Django Reinhardt 1951 bis 1953.

## Leben und Wirken
Hubert Fol wuchs in einer Musikerfamilie auf. Er lernte Klavier, Violine und Klarinette und spielte zunächst um 1945 traditionellen Jazz in der Band des Klarinettisten Claude Abadie mit seinem Bruder, dem Pianisten Raymond Fol und dem Trompeter Boris Vian. Er ging dann zum Bebop über und arbeitete mit Django Reinhardt in vier Aufnahmesessions von 1951 bis 1953. Auch arbeitete er mit Eddy Bernard (1949), Pierre Michelot, Roger Guérin, Barney Wilen (1947) und hatte eine eigene Formation namens Be Bop Minstrels, mit dem 1948 Aufnahmen für das Label Swing entstanden („Robbin's Nest“). Außerdem spielte Fol mit den amerikanischen, in Paris weilenden Musikern Kenny Clarke, Dizzy Gillespie, Coleman Hawkins (1949) und Howard McGhee (1948). Er begleitete Rex Stewart, Gillespie und Hawkins auch auf Europatourneen und gastierte auch in Deutschland.

## Auswahldiskographie
- Hubert Fol, Sonny Criss, Michel de Villers: Saxophones à Saint-Germain des Prés, 1954/56/62/63, Jazz in Paris-Serie (Gitanes/Universal, 2001)
- Coleman Hawkins, Kenny Clarke: 1949 Lausanne, Swiss Radio Days Jazz-Serie  (TCB, 2003)
- Johnny Hodges, Coleman Hawkins: Johnny Hodges, Coleman Hawkins – The Vogue Recordings, 1949/50, original vogue masters-Serie (Bertelsmann Music Group/BMG, 1999)
- Dizzy Gillespie: Plays In Paris, 1952/53, original vogue masters-Serie  (BMG, 1998)
- Django Reinhardt: Nuits de Saint-Germain des-Prés, 1951–53, in der Jazz In Paris-Serie  (Gitanes/Universal, 2002)
- Barney Wilen: Barney Wilen Quintet, 1957, (Fresh Sound Records, 1996)